# Sant'Angelo di Brolo
Sant'Angelo di Brolo est une commune italienne de la province de Messine, dans la région Sicile.

## Géographie
La ville, tournée originellement vers les productions vivrières, a développé sa vocation résidentielle dans l'axe de la vallée qui descend vers Brolo. Cette dernière agglomération est en effet limitée dans son expansion, confinée entre la côte et les pentes montagneuses toutes proches qui plongent vers la mer.

## Toponymie
Le nom de la ville se réfère à l'église de « Sant'Angelo » et au terme "Brolum" qui, dans le langage médiéval, signifiait « champ cultivé ».

## Histoire
Les origines de la ville, comme il est communément admis, remontent à la campagne normande contre les Sarrasins dirigée par Ruggero II de Altavilla (Roger II de Sicile), qui, après avoir remporté une bataille dans le quartier actuel Altavilla, selon la légende grâce à l'intercession de l'Archange Michel, construit un monastère pour commémorer l'événement et le remet aux pères basiliens.
Autour du couvent est née la ville. Erasmus en est le premier abbé.
Cependant, quatre maisons du territoire datent de l'occupation grecque.
Le pays a été soumis à la dynastie féodale des abbés du monastère de Saint-Michel. Il a atteint son développement maximum entre les XVIe et XVIIe siècles, grâce à la mise en production de la soie. Riche en monuments architecturaux, principalement religieux comme l'église mère avec un beau portail sculpté, l'église des Saints Philippe et Jacques, l'abbaye de « San Michele Arcangelo » commandée par le comte Roger de Hauteville, le château et le Piano Croce.
Le pays, même avec un millier d'habitants, est la maison historique de beaucoup de nobles, dont le prince de Sant'Elia Natoli, fils de Blasco, fondateur du monastère de Sainte-Claire, prince de Sperlinga et Camporotondo, ainsi que les principes de Galati, le prince de Sant'antonino, la princesse Isabelle de Cerami, le Lanza, les Spucches, Francesca Natoli, épouse du baron Caldarera, sœur du marquis Vincenzo Natoli, à l'époque, président des États.
En 1359, sous le règne de Frédéric IV de Sicile, fortifications et possessions sont affectées à Vinciguerra d'Aragon.

### Légende
La légende la plus connue est celle de Pietra Zita. Un trésor serait caché dans la localité, inviolable parce que défendu par l'esprit d'une fille, mariée promise, la « zita », c'est-à-dire la fiancée, enlevée et tuée, pour ne pas avoir plié aux envies des brigands.

## Administration
| Période                                  | Période          | Identité                   | Étiquette    | Qualité |
| ---------------------------------------- | ---------------- | -------------------------- | ------------ | ------- |
|                                          |                  |                            |              |         |
| 6 juillet 1993                           | 22 novembre 1993 | Antonino Caiola            |              |         |
| 22 novembre 1993                         | 28 mai 2002      | Francesco Paolo Cortolillo |              |         |
| 28 mai 2002                              | 13 juin 2006     | Michelangelo Di Nunzio     | lista civica |         |
| 13 juin 2006                             | 5 juin 2016      | Basilio Caruso             |              |         |
| 6 juin 2016                              | En cours         | Francesco Paolo Cortolillo |              |         |
| Les données manquantes sont à compléter. |                  |                            |              |         |

### Communes limitrophes
Brolo, Ficarra, Gioiosa Marea, Librizzi, Montagnareale, Piraino, Raccuja, San Piero Patti, Sinagra

## Évolution démographique
Après avoir connu son apogée au début du XXe siècle, la population décline constamment, confirmant l'exode rural sicilien.

## Personnalités locales
- Achille Basile (Sant'Angelo di Brolo, 28 octobre 1831 - Venise, 20 février 1893), patriote, préfet, sénateur
- Luigi Basile (Sant'Angelo di Brolo, 22 mars 1820 – Rome, 19 décembre 1889), patriote, magistrat, député, sénateur
- Emanuele Basile (Sant'Angelo di Brolo, 28 mai 1837 – Rome, 25 mars 1912), patriote, magistrat, sénateur
- Armando Saitta (Sant'Angelo di Brolo, 15 mars 1919 – Rome, 26 mai 1991), historien, savant distingué du jacobinisme italien
- Achille Saitta (Sant'Angelo di Brolo, 12 mars 1898 – Sant'Angelo di Brolo, 25 novembre 1981), écrivain, dramaturge, journaliste
- Emanuele Curcio (Sant'Angelo di Brolo, 3 mai 1953 - ), footballeur

### Première Guerre mondiale
- Joseph Starvaggi (Sant'Angelo di Brolo, 15 octobre 1893 - Gorizia, 13 octobre 1916, médaille militaire argent pour sa bravoure, avec mention, Testa di ponte S. Giorgio, 8 juin 1916.
- Michele di Michele Caruso (Sant'Angelo di Brolo, 4 avril 1895 - Medio Isonzo, 16 janvier 1917), médaille militaire de bronze.

- Luigi Natoli Antonino (Sant'Angelo di Brolo, 3 janvier 1894 - Mont Pizzo Timau (UD), 5 juillet 1915. médaille militaire de bronze.

## Produit local
Le Salame Sant'Angelo di Brolo (IGP) est une préparation de viande de porc élevé sur Nebrodi, Indication géographique protégée, produite à Sant'Angelo di Brolo, dans la province de Messine et les villes environnantes.

## Galerie de photos

La commune dans sa province.
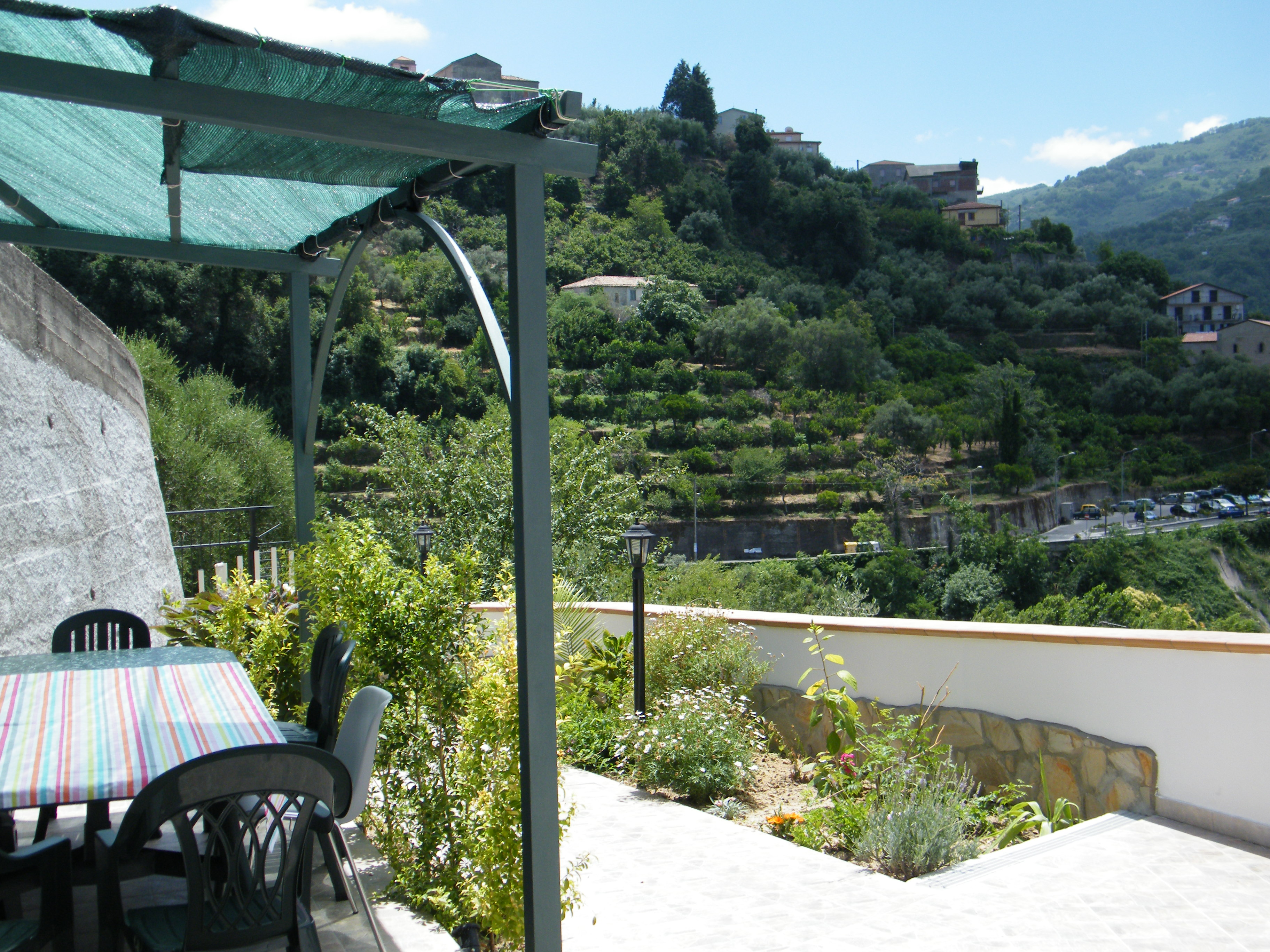
Cultures en terrasse.
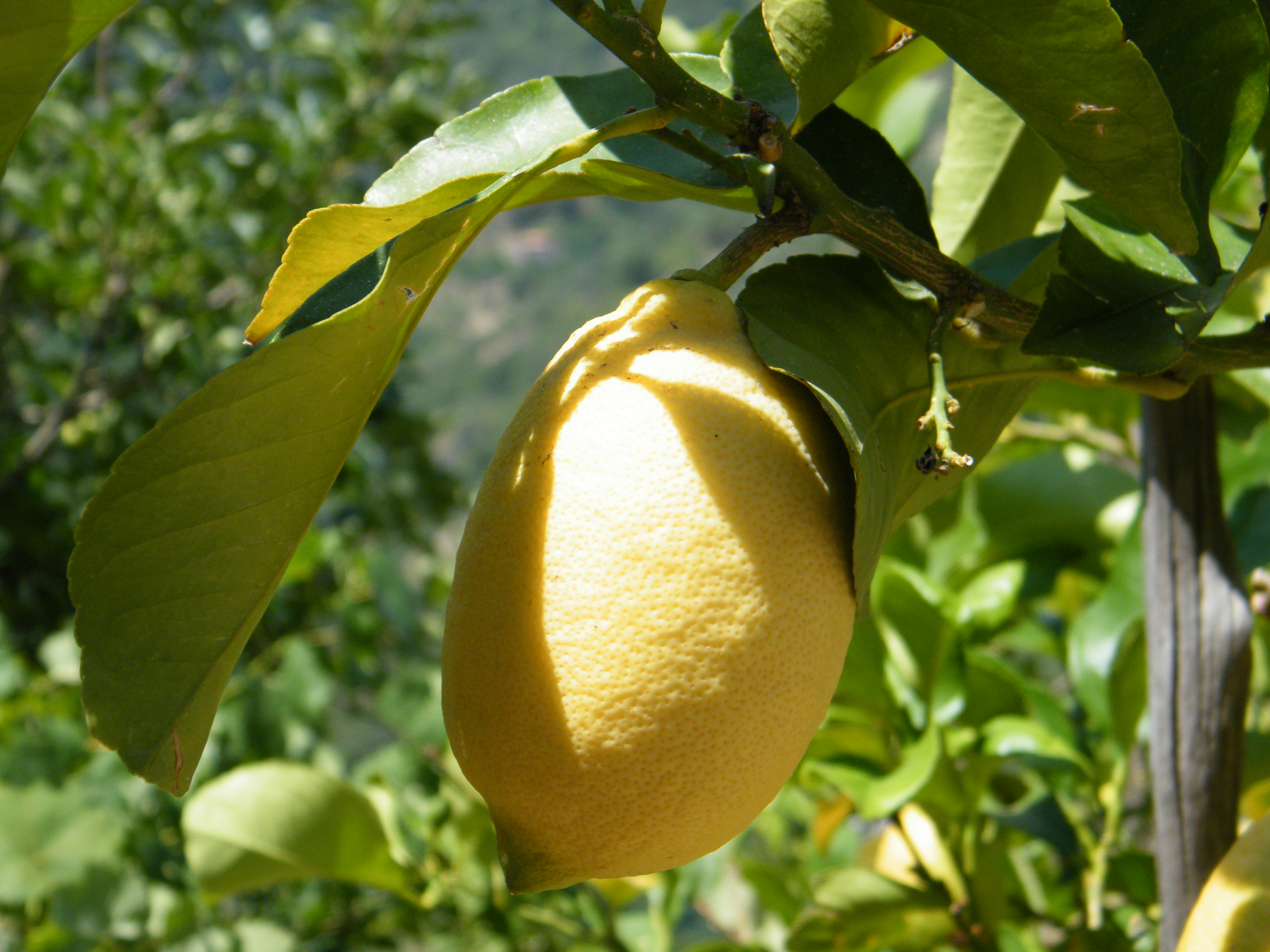
Sant'Angelo di Brolo, citron local.
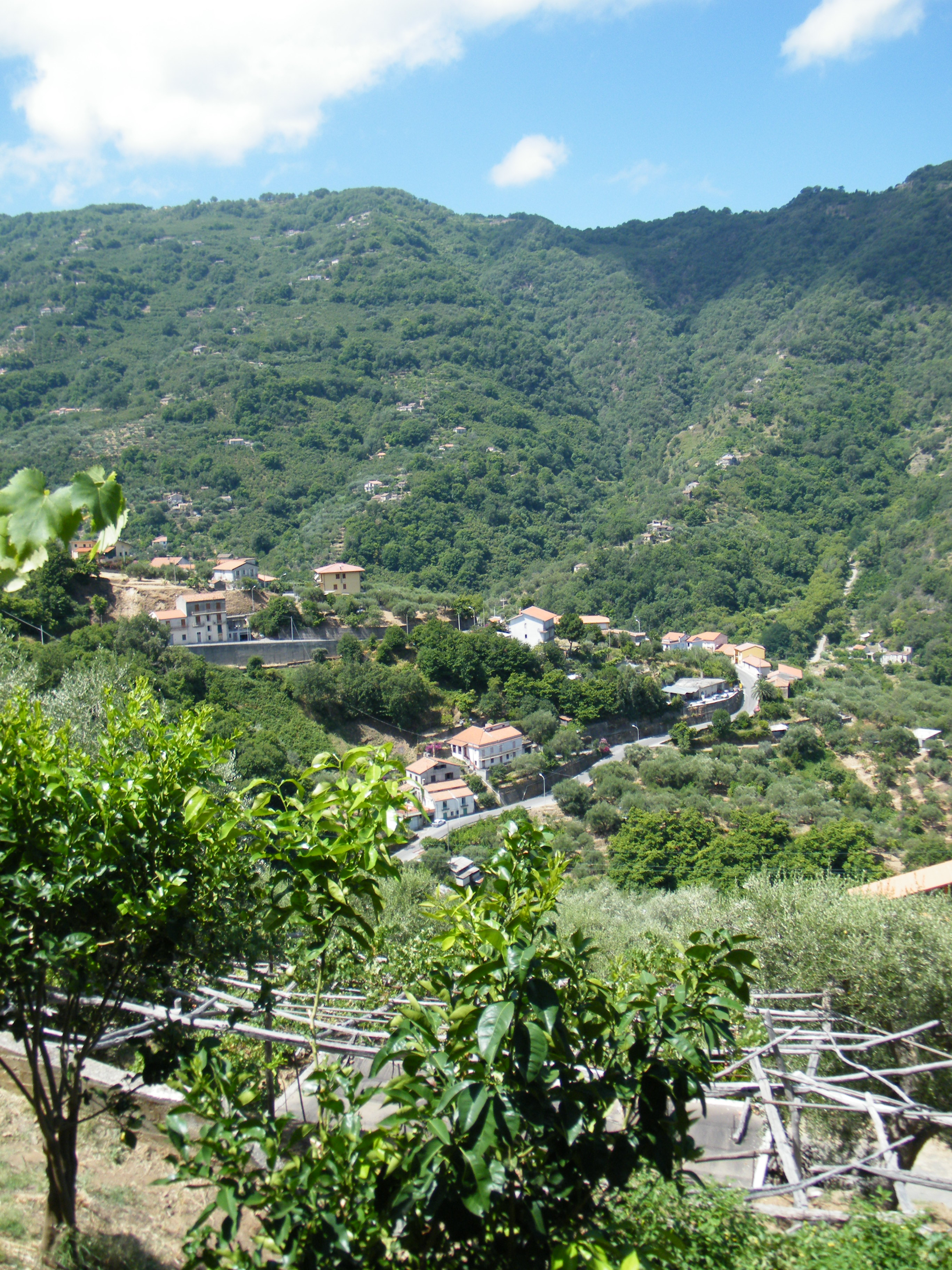
Accès vers l'intérieur de l'île.

### Source de traduction
- (it) Cet article est partiellement ou en totalité issu de l’article de Wikipédia en italien intitulé « Sant'Angelo di Brolo » (voir la liste des auteurs).